# کراسنایا زوزدا (باشقیرستان)
کراسنایا زوزدا (به لاتین: Krasnaya Zvezda) یک منطقهٔ مسکونی در روسیه است که در باشقیرستان واقع شده‌است.